# Aitoi (Maumeta)
Aitoi ist eine osttimoresische Aldeia im Suco Maumeta (Verwaltungsamt Remexio, Gemeinde Aileu). 2015 lebten in der Aldeia 113 Menschen.

## Geographie und Einrichtungen
Die Aldeia Aitoi bildet den Westen des Sucos Maumeta. Östlich liegt die Aldeia Tuqueu. Im Nordosten grenzt Aitoi an den Suco Fahisoi, im Westen an das Verwaltungsamt Aileu mit seinem Sucos Fahiria und im Südosten an das Verwaltungsamt Lequidoe mit seinem Suco Fahisoi. Der Fluss Tatamailiu entspringt im Osten Aitois. Er gehört zum System des Nördlichen Laclós.
Die Überlandstraße von der Landeshauptstadt Dili im Norden durchquert die Aldeia auf ihren Weg nach Namolesso im Süden. An ihr liegt das Dorf Aitoi, in dem sich ein Wassertank befindet.